# Macaca leonina
Macaca leonina är en art i släktet makaker som i sin tur tillhör familjen markattartade apor. Den är nära släkt med arten Macaca nemestrina och behandlas som självständig art sedan 2001.

## Utseende
Hannar är med en kroppslängd (huvud och bål) av 52 till 60 cm och en vikt på 6 till 12 kg tydlig större än honor. De senare blir 40 till 50 cm lång (utan svans) och 4,5 till 6 kg tung. Djurets svans är 15 till 25 centimeter lång och påminner om grisens svans. Pälsens färg är på ovansidan agouti och på buken vitaktig. Ungdjur föds med svart päls som blir ljusare efter några dagar. Innan individen når könsmognaden är pälsen ofta blekare än hos vuxna djur.

## Utbredning och habitat
Utbredningsområdet sträcker sig från nordöstra Indien (bland annat Assam) och Bangladesh till södra Kina, Thailand och Vietnam. I Kina förekommer den i bergstrakter upp till 2000 meter över havet.

## Ekologi
Artens Habitatet utgörs främst av fuktiga skogar men även andra skogar. Den vistas vanligtvis på låglandet men förekommer även i fuktiga bergsskogar.
Det är inte mycket känt om artens levnadssätt men det antas att den har ungefär samma beteende som den närbesläktade arten som förekommer längre söderut. Den är dagaktiv och lever i grupper med flera honor, hannar och ungdjur. Flocken består oftast av 15 till 22 medlemmar – ibland upp till 40 medlemmar. I gruppen finns en hierarki som är beroende av släktskapet till den dominanta honan. Födan utgörs av frukter och andra växtdelar samt smådjur som insekter och fågelungar.
Honor kan para sig hela året. När de är parningsberedda blir området kring könsorganet rosa och större. Dräktigheten varar 162 till 186 dagar varefter hon föder en enda unge. Efter åtta till tolv månader slutar honan att dia. Könsmognaden infaller efter cirka fyra år. Hannar måste lämna flocken vid denna tidpunkt. De lever en tid ensam och ansluter sig senare till en annan flock.

## Macaca leoninaoch människan
Arten hotas genom habitatförstöring. I sydöstra delen av utbredningsområdet jagas Macaca leonina för köttets skull. IUCN uppskattar att det globala beståndet har att minska med 30 procent under tre generationer och kategoriserar därför arten som sårbar (VU). I Kambodja, Laos och Vietnam lärs hanar att skörda kokosnötter varför de fångas som ungar.